# رفناء الحدائق
رَفناء الحدائق هو نوع من العشب في جنس Tripidium. مهدهاجنوب أوروبا وغرب آسيا وجنوب آسيا وهي نوع مُدخل في أمريكا الشمالية حيث تكون أحيانًا حشائشًا ضارة ومزعجة. أزهارها تبدو بنفسجية ثم تنحرف إلى البياض. أوراقها جامدة صلبة ذلقة بنفسجية اللون.